# Erwin F. Wagner

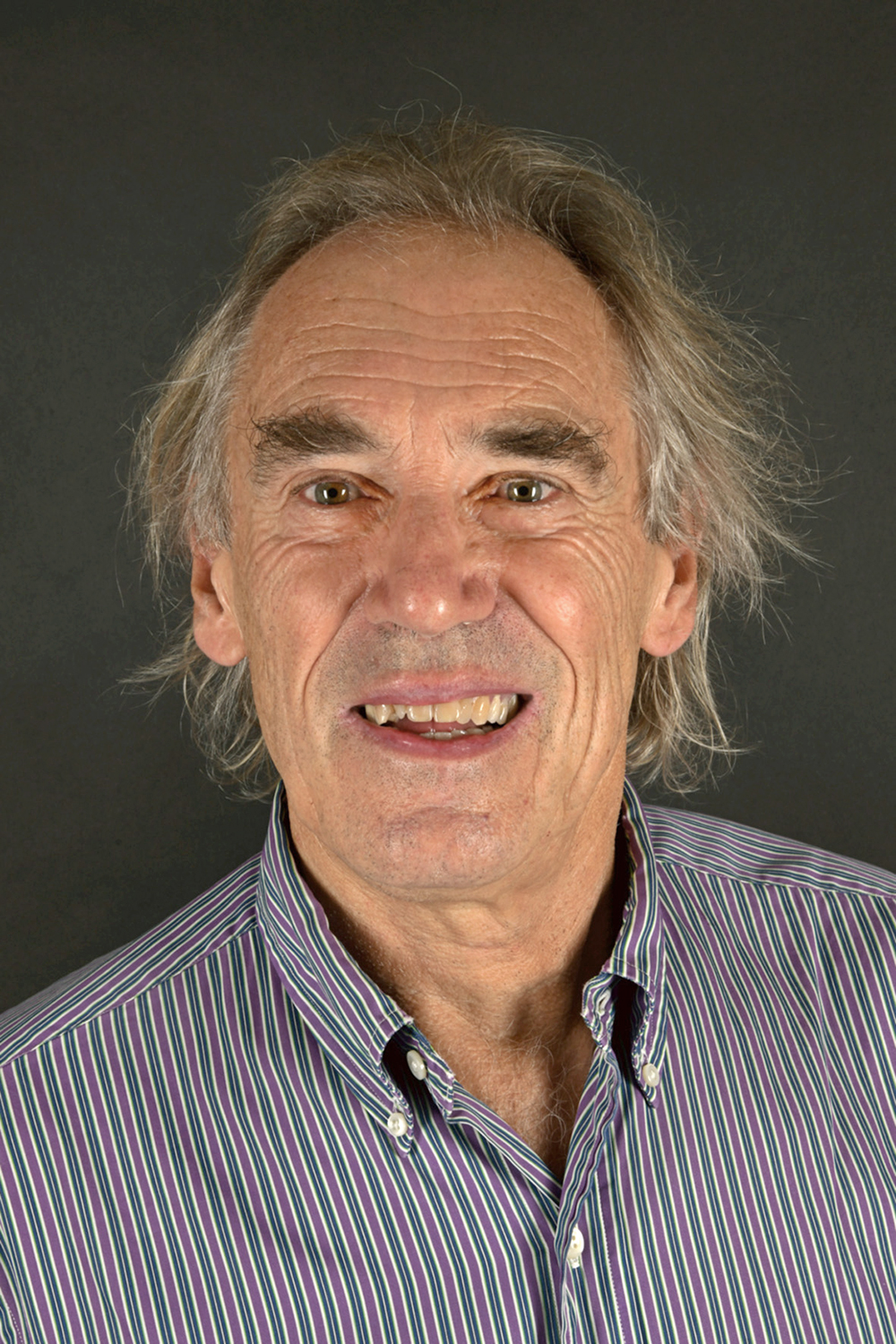
Erwin Wagner (2019)

Erwin Friedrich Wagner  (* 25. November 1950 in Wolfsberg, Kärnten) ist ein österreichischer Biochemiker und Genforscher. Er ist unter anderem für die Aufdeckung der Funktion und Bedeutung von AP-1 (Fos/Jun) bei der Entwicklung von Mäusen und bei verschiedenen Krankheiten bekannt.

## Leben
Erwin Wagner wurde in Wolfsberg geboren. Ab 1974 studierte er Technische Chemie an der Universität Graz und schloss 1974 mit einem Ingenieurdiplom ab. 1975 arbeitete er im Labor von Fritz Paltauf zu Lipidchemie.
Während seines Doktorandenstudiums trat Erwin Wagner 1976 für ein Jahr in das Max-Planck-Institut für molekulare Genetik in Berlin ein, 1977 in das Labor von Manfred Schweiger an der Universität Innsbruck. Wagner promovierte 1978 mit einer Arbeit über die „Regulation der Genexpression nach Virusinfektionen“.
1979 begann Erwin Wagner seine Postdoc-Forschung am Fox Chase Cancer Center in Philadelphia, USA, im Labor von Beatrice Mintz als Max Kade Fellow. Wagners Arbeit konzentrierte sich auf die genetische Kontrolle der Mausentwicklung, um Techniken zu entwickeln, die die Mikroinjektion von DNA in befruchtete Eier sowie die Entwicklung von Gentransfertechnologien in Stammzellen und Mäuse ermöglichen.
1983 erhielt Wagner die Habilitation der Universität Innsbruck und wurde Gruppenleiter am European Molecular Biology Laboratory (EMBL) in Heidelberg.
1988 wurde Wagner zum Senior Scientist am damals neu gegründeten Forschungsinstitut für Molekulare Pathologie (IMP) in Wien ernannt. Wagner war Gründungsmitglied des IMP und von 1997 bis 2008 sein stellvertretender Direktor.
Im Jahr 2008 verließ Wagner das IMP, um stellvertretender Direktor und Leiter des Cancer Cell Biology Program am Spanish National Cancer Research Center (CNIO) in Madrid, Spanien, zu werden. Im Jahr 2018 verließ Wagner CNIO und kehrte im Jänner 2019 nach Wien zurück, wo er als Gruppenleiter der Abteilung für Dermatologie und Labormedizin an der Medizinischen Universität Wien tätig ist.
Er ist Mitglied des Redaktionskuratoriums von „Developmental Cell“.

## Forschung
Erwin Wagners Studien konzentrieren sich auf den Bereich der Genfunktion in gesunden und pathologischen Zuständen. Seine Arbeitsschwerpunkte liegen in den Bereichen Krebsbiologie und Tumorentwicklung. Er untersucht die Funktionen von Transkriptionsfaktorkomplexen, die die Zellproliferation, -differenzierung und -onkogenese sowie das Übersprechen zwischen Organen sowohl bei Mäusen als auch beim Menschen regulieren. Er arbeitet daran, jene molekularen Mechanismen zu definieren und zu verstehen, die zu Krankheiten und Krebsentstehung führen und arbeitet an der Identifizierung neuer therapeutischer Ziele zur Behandlung menschlicher Krankheiten.

## Auszeichnungen (Auswahl)
- 1988 Mitglied der European Molecular Biology Organization[1]
- 1990 EMBO Gold Medal
- 1993 Max-Planck-Forschungspreis
- 1996 Wittgenstein-Preis der Republik Österreich
- 1998 Mitglied der Academia Europaea[2]
- 2003 Preis der Charles Rodolphe Brupbacher Stiftung[3]
- 2005 Mitglied der Österreichischen Akademie der Wissenschaften[4]
- 2021 Mitglied der National Academy of Sciences
- 2022 Ehrenmitglied der Österreichischen Akademie der Wissenschaften[5]
- 2022 Kardinal-Innitzer-Preis